# PH
pH là chỉ số đo độ hoạt động (hoạt độ nước) của các ion H3O⁺ (H+) trong dung dịch và vì vậy là độ axít hay base của nó. Trong các hệ dung dịch nước, hoạt độ của ion hiđrô được quyết định bởi hằng số điện ly của nước (Kw) = 1,008 × 10−14 ở 25°C) và tương tác với các ion khác có trong dung dịch. Do hằng số điện ly này nên một dung dịch trung hòa (hoạt độ của các ion hiđrô cân bằng với hoạt độ của các ion hiđrôxít) có pH 7. Các dung dịch nước có giá trị pH nhỏ hơn 7 được coi là có tính axít, trong khi các giá trị pH lớn hơn 7 được coi là có tính kiềm.
Khái niệm này được S.P.L. Sørensen (và Linderström-Lang) đưa ra vào năm 1909 và có nghĩa là "pondus hydrogenii" ("độ hoạt động của hiđrô") trong tiếng Latinh. Tuy nhiên, các nguồn khác thì cho rằng tên gọi này xuất phát từ thuật ngữ tiếng Pháp "pouvoir hydrogène." 

## Định nghĩa
Mặc dù pH không có đơn vị đo, nhưng nó không phải là thang đo ngẫu nhiên; số đo sinh ra từ định nghĩa dựa trên độ hoạt động của các ion hiđrô trong dung dịch.
Công thức để tính pH là:
{\displaystyle {\mbox{pH}}=-\log \left[{\mbox{H}}^{+}\right]}
[H+] biểu thị hoạt độ của các ion H+ (hay chính xác hơn là [H3O+], tức các ion hiđrônium), được đo theo mol trên lít (còn gọi là phân tử gam). Trong các dung dịch loãng (như nước sông hay từ vòi nước) thì hoạt độ xấp xỉ bằng nồng độ của ion H+.
Log10 biểu thị lôgarit cơ số 10, và pH vì thế được định nghĩa là thang đo lôgarít của tính axít. Ví dụ, dung dịch có pH=8,2 sẽ có độ hoạt động [H+] (nồng độ) là 10−8.2 mol/L, hay khoảng 6,31 × 10−9 mol/L; một dung dịch có hoạt độ của [H+] là 4,5 × 10−4 mol/L sẽ có giá trị pH là −log10(4,5 × 10−4), hay khoảng 3,35.
Trong dung dịch nước ở nhiệt độ và áp suất tiêu chuẩn (STP), giá trị pH bằng 7 chỉ ra tính trung hòa (tức nước tinh khiết) do nước phân ly một cách tự nhiên thành các ion H+ và OH− với nồng độ tương đương 1×10−7 mol/L. Một giá trị pH thấp hơn (ví dụ pH = 3) chỉ ra rằng độ axít đã tăng lên, và một giá trị pH cao hơn (ví dụ pH = 11) chỉ ra rằng độ kiềm đã tăng lên.
pH trung hòa không chính xác bằng 7; nó chỉ ngầm ý là nồng độ các ion H+ là chính xác bằng 1×10−7 mol/L. Tuy nhiên, các giá trị là đủ gần để pH trung hòa là 7,00 tới ba chữ số đáng kể nhất, nó là đủ gần để người ta coi nó chính xác bằng 7. Trong các dung dịch không chứa nước hay ở các điều kiện không tiêu chuẩn, thì giá trị pH trung hòa thậm chí có thể không gần với 7. Thay vì thế, nó liên quan với hằng số điện ly cho dung môi cụ thể đang được sử dụng. (Lưu ý rằng nước tinh khiết, khi tiếp xúc với khí quyển, sẽ hấp thụ một phần cacbon dioxide, một số trong các phân tử CO2 này sẽ phản ứng với nước để tạo ra axít cacbonic, axit cacbonic tiếp tục phân li tạo ra H+, vì thế làm giảm pH xuống còn khoảng 5,7.
Phần lớn các chất có pH nằm trong khoảng từ 0 đến 14, mặc dù các chất cực axít hay cực kiềm có thể có pH < 0 hay pH > 14.

## Đo lường
pH có thể được đo:
- Bằng cách bổ sung chất chỉ thị pH vào trong dung dịch đang nghiên cứu. Màu của chất chỉ thị sẽ thay đổi phụ thuộc vào pH của dung dịch. Trong việc sử dụng các chất chỉ thị thì việc xác định định tính có thể thực hiện với các chất chỉ thị phổ biến có khoảng đổi màu rộng trên một khoảng pH lớn và việc xác định định lượng có thể thực hiện bằng cách sử dụng các chất chỉ thị có sự thay đổi màu mạnh trên một khoảng pH nhỏ. Màu sắc của các chất chỉ thị pH có thể được chia làm 14 thang bậc thông dụng như hình vẽ bên. Các phép đo cực kỳ chính xác có thể thực hiện trên một khoảng pH rộng bằng sử dụng các chất chỉ thị có nhiều trạng thái cân bằng (ví dụ HI) chung với các phương pháp quang phổ để xác định sự phổ biến tương đối của mỗi thành phần phụ thuộc pH đã tạo ra màu của dung dịch.
- Bằng cách sử dụng máy đo pH cùng với các điện cực có chọn lựa pH (điện cực thủy tinh pH, điện cực hiđrô, điện cực quinhiđrôn và nhiều loại khác).

## pOH
Còn có khái niệm pOH, về ngữ nghĩa là ngược lại với pH, nó đo nồng độ các ion OH−. Do nước là tự ion hóa, và ghi [OH−] như là nồng độ của các ion hiđrôxít, chúng ta có
{\displaystyle K_{w}=\left[{\mbox{H}}^{+}\right]\left[{\mbox{OH}}^{-}\right]\approx 10^{-14}} (*)(**)
trong đó Kw là hằng số ion hóa của nước.
Do
{\displaystyle \log _{10}K_{w}=\log _{10}\left[{\mbox{H}}^{+}\right]+\log _{10}\left[{\mbox{OH}}^{-}\right]}
bằng các đồng nhất thức lôgarít, ta có quan hệ sau:
{\displaystyle -14=\log _{10}\left[{\mbox{H}}^{+}\right]+\log _{10}\left[{\mbox{OH}}^{-}\right]} (*)
và vì vậy:
{\displaystyle {\mbox{pOH}}=-\log _{10}\left[{\mbox{OH}}^{-}\right]=14+\log _{10}\left[{\mbox{H}}^{+}\right]=14-{\mbox{pH}}} (*)
(*) Chỉ chính xác ở nhiệt độ 298,15 K (25°C), chấp nhận được cho phần lớn các tính toán trong phòng thí nghiệm.
(**) {\displaystyle K_{w}=1,008\times 10^{-14}}

## Tính toán pH cho các axít mạnh và yếu
Các giá trị pH cho các axít yếu và mạnh có thể tính xấp xỉ theo các giả thiết nhất định.
Theo Thuyết axit-base Brønsted-Lowry, axít mạnh hay yếu hơn chỉ là khái niệm tương đối. Nhưng ở đây chúng ta định nghĩa axít mạnh là những loại mà có tính axít mạnh hơn ion hiđrônium (H3O+). Trong trường hợp đó phản ứng phân ly (chặt chẽ thì HX + H2O↔H3O++X- nhưng đơn giản hóa thành HX↔H++X-) diễn ra hoàn toàn, tức là không còn axít chưa phản ứng trong dung dịch. Vì thế sự hòa tan của axít mạnh HCl trong nước có thể biểu diễn như sau:
HCl(dd) → H+ + Cl-
Điều này có nghĩa là trong dung dịch 0,01 mol/L của HCl nó là xấp xỉ rằng ở đây có nồng độ 0,01 mol/L các ion hiđrô hòa tan. Từ trên đây ta có pH bằng: pH = −log10 [H+]:
pH = −log (0,01)
nó tương đương với 2.
Đối với các axít yếu, phản ứng phân ly không diễn ra hoàn toàn. Sự cân bằng đạt được giữa các ion hiđrô và gốc base. Dưới đây chỉ ra sự cân bằng phản ứng của axít mêtanoic và các ion của nó:
HCOOH(dd) ↔ H+ + HCOO-
Cần thiết phải biết giá trị của hằng số cân bằng của phản ứng cho mỗi axít để có thể tính pH của nó. Trong ngữ cảnh pH, nó được gọi là hằng số axít (hằng số phân li của axít) nhưng được thực hiện theo cùng cách thức (xem cân bằng hóa học):
Ka = [ion hiđrô][ion axít] / [axít]
Đối với HCOOH, Ka = 1,6 × 10−4 (có tài liệu cho biết một số giá trị khác của Ka)
Khi tính toán pH của các axít yếu, thông thường người ta giả sử rằng nước không cung cấp bất kỳ ion hiđrô nào. Điều này đơn giản hóa tính toán và nồng độ cung cấp bởi nước, 1×10−7 mol, thông thường là không đáng kể.
Với dung dịch 0,1 mol/L axít mêtanoic (HCOOH), hằng số axít là tương đương với:
Ka = [H+][HCOO-] / [HCOOH]
Cho rằng lượng không biết trước của axít đã phân ly, [HCOOH] sẽ bị giảm đi bằng chính lượng này, trong khi [H+] và [HCOO-] mỗi thứ sẽ tăng bằng chính lượng này. Vì thế, [HCOOH] có thể thay thế bằng 0,1 − x, và [H+] và [HCOO-] có thể thay thế bằng x, cho ta phương trình sau:
{\displaystyle 1,6\times 10^{-4}={\frac {x^{2}}{0,1-x}}}
Giải phương trình này ta có x là 3,9×10−3, nó là nồng độ của các ion hiđrô sau khi phân ly. Vì thế pH bằng −log(3,9×10−3), hay khoảng 2,4.

## Chỉ thị

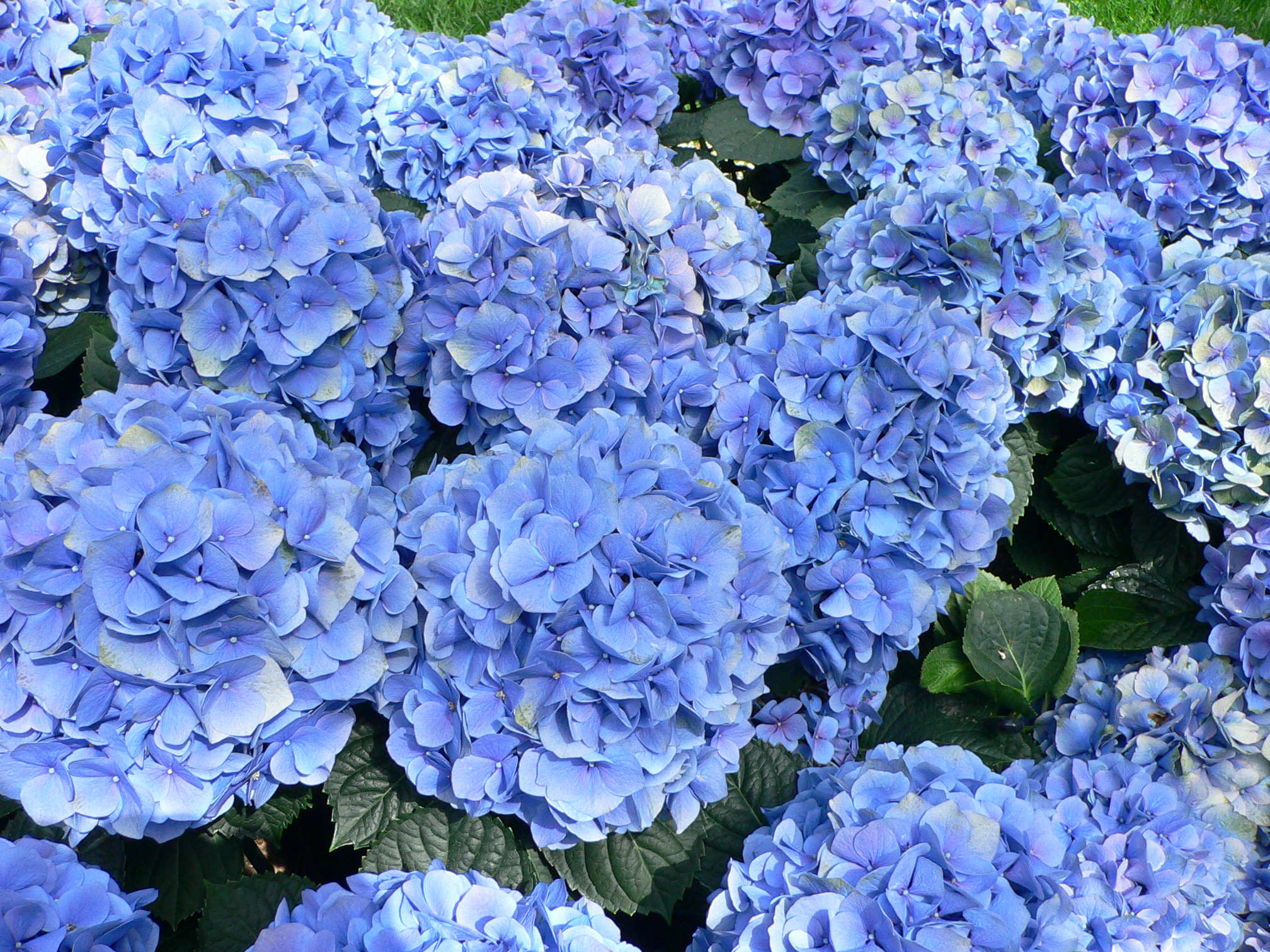
Cây tú cầu (Hydrangea macrophylla) ra hoa màu hồng hay xanh lam, phụ thuộc vào pH của đất. Trong đất chua thì hoa có màu hồng, còn trong đất kiềm thì hoa có màu xanh lam.

Chất chỉ thị được dùng để đo pH của dung dịch hóa chất khác. Các chất chỉ thị phổ biến là giấy quỳ, phenolphthalein, cam mêtyl và xanh brômothymol

## SI
Năm 2002, một nhóm nghiên cứu của IUPAC đã thống nhất đề nghị đưa pH vào trong hệ thống đơn vị đo lường quốc tế (SI).

## Độ kiềm của đất
Độ chua, độ kiềm của đất được đo bằng độ pH. Đất thường có trị số pH từ 3 đến 9. Căn cứ vào trị số pH người ta chia đất thành: đất chua (pH < 7), đất trung tính (pH = 7) và đất kiềm (pH > 7). Người ta xác định đất chua, đất kiềm và đất trung tính để có kế hoạch cải tạo và sử dụng.
Ngoài ra nếu độ pH quá cao đối với các loại đất trồng thì sẽ làm cây không sống được.
Cây nhiệt đới là cây có thể trồng với loại đất trung tính.
cây tỏi, hoa tulip và cây sung là những loại cây có thể trồng ở đất kiềm. 